# Klooster van Berlaymont

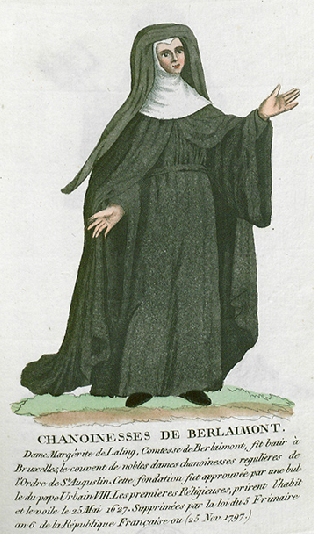
Uitdossing van de dames van Berlaymont

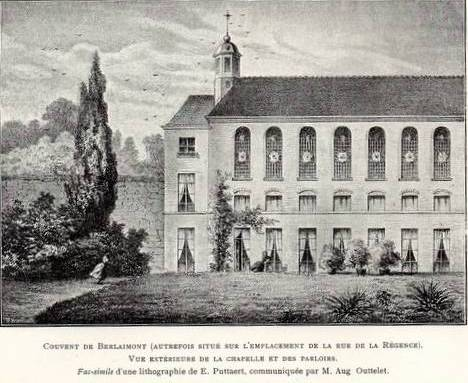
Tweede klooster van Berlaymont aan de Regentschapsstraat (gezicht op de kapel en de salons op de begane grond, naar een steendruk van E. Puttaert).

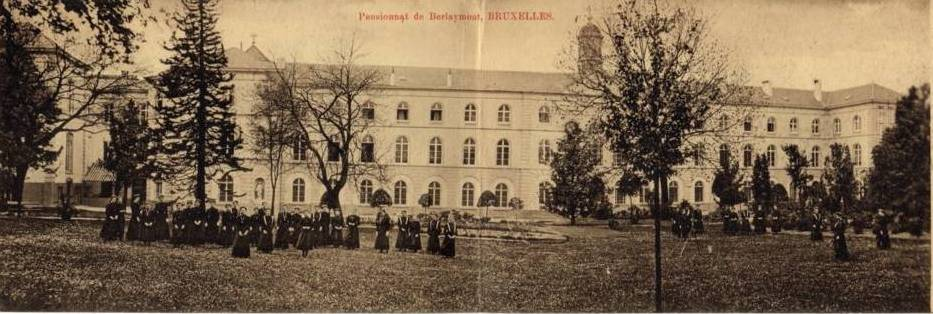
De Berlaymont kostschool (aan de Wetstraat), tuinzijde in 1901

Het Klooster van Berlaymont (Frans: Couvent des Dames de Berlaymont) was een gemeenschap van de augustinessen in Brussel, opgericht in 1625 door Marguerite de Lalaing (1574–1650) met hulp van haar echtgenoot Florent van Berlaymont. Aanvankelijk gevestigd tussen de Sint-Michielskerk en de Warmoesberg, dienden de kanunnikessen drie keer te verhuizen: in 1808 nabij het voormalige miniemenklooster, in 1864 naar de Wetstraat en in 1960 naar Argenteuil. Het hoofdkantoor van de Europese Commissie, dat hun plaats innam aan de Wetstraat, wordt sindsdien Berlaymontgebouw genoemd.

## Geschiedenis

### Stichting
Nadat zij hun bezittingen onder hun kinderen hadden verdeeld, vroegen Marguerite en Florent bij aartshertogin Isabella van Spanje, die sinds 1621 landvoogdes van de Spaanse Nederlanden was, toestemming om een klooster van de Reguliere Kanunnikessen van Sint-Augustinus in Brussel te stichten. Als locatie voor het klooster met stadsslot kozen ze de buurt van de Sint-Michielskerk (nu kathedraal), met datgene wat zij van de familie t'Serclaes verkregen hadden, 100.000 florijnen voor de bouw van de kerk evenals 6.000 gulden in de vorm van grondbezit in Montigny (een nalatenschap van Floris van Montmorency, die in 1570 op bevel van de Spaanse Koning Filips II geëxecuteerd was).
Op 18 december 1624 stemde de aartshertogin in met het plan, terwijl de architect Jacques Franquart al aan het werk was. De provinciaal van de jezuïeten, Charles Scribani, stelde de kloosterregels op. Hij baseerde deze op de regel van Augustinus en ontleende ook een deel aan Ignatius van Loyola. Paus Urbanus VIII bevestigde de regel op 10 augustus 1626. De eerste acht nonnen traden op Pinksterdag 1625 in. De officiële kloosteroprichting werd, door het overlijden van Florent de Berlaymont kort daarna, uitgesteld tot 25 mei 1627. De oprichting werd in aanwezigheid van de aartshertogin voltrokken door Jacobus Boonen, de aartsbisschop van Mechelen. Een jaar later werd Marie de Duras verkozen tot priorin.
Aanvankelijk werden de kloosterlingen in twee standen ingedeeld, een regeling die al na een halve eeuw werd afgeschaft om het werven van nieuwe aanwas te vereenvoudigen. De kanunnikessen die van adel dienden te zijn, vormden de ene groep. De andere groep, de burgerlijke, bestond uit leraressen (Maîtresses des écollières) die de kanunnikessen bij de opvoeding van de burgermeisjes ondersteunden.

### Eerste verhuizing en ontstaan kostschool
Tijdens de bezetting van de Zuidelijke Nederlanden door het revolutionaire Frankrijk in 1794 werden de kloosterzusters voor het eerst gedwongen in ballingschap te gaan. Ze gingen naar Nederland en dan Duitsland, maar keerden in oktober 1795 terug in een vergeefse poging hun klooster te handhaven. De laatste non heeft het klooster op 31 mei 1798 verlaten. Twee maanden later werd het bouwwerk verkocht en vervolgens afgebroken.
Een kleine kostschool overleefde deze woelige tijden. Eerst in de Wolstraat, later in het voormalige stadsslot van prins De Gavre in de Drie-Hoofdenstraat. De kloosterzusters konden tijdelijk onderdak huren in de Stuiversstraat, waar het Salazarhof met kapel beschikbaar was. In 1808 namen ze hun intrek bij het voormalige Miniemenklooster. Hun buurman, de prins van Merode, stond een deel van zijn tuin aan hen af zodat er een nieuw klooster kon worden gebouwd.

### Verhuizing naar de Wetstraat
In 1864 moest het klooster opnieuw verhuizen omdat op deze plaats, in verband met de bouw van het nieuwe Justitiepaleis, nieuwe wegen moesten worden aangelegd zoals de Regentschapsstraat en de Ernest Allardstraat. Waar eerst de tuin van de nonnen was, ontstond het plein voor het Justitiepaleis, het Poelaertplein. De kloostergemeenschap verhuisde naar een landelijker gebied, aan de Wetstraat. Deze straat werd verlengd als verbinding met het militaire oefenterrein en zou enkele jaren later leiden naar het daar aangelegde Jubelpark, dat ter gelegenheid van de vijftigste verjaardag van de onafhankelijkheid van België in 1880 werd gebouwd.

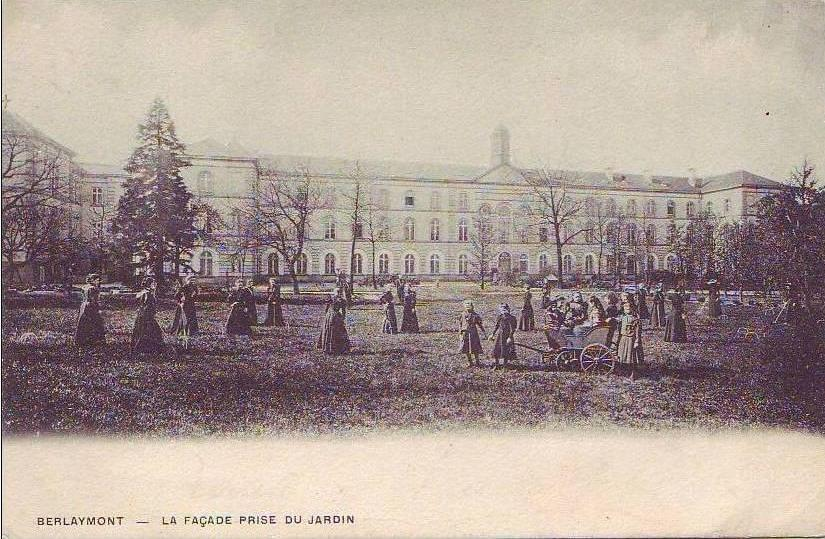
Tuin van het pensionaat aan de Wetstraat omstreeks 1903.
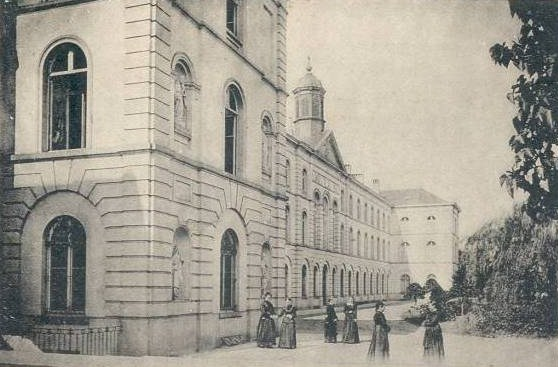
Deelaanzicht van de achtergevel
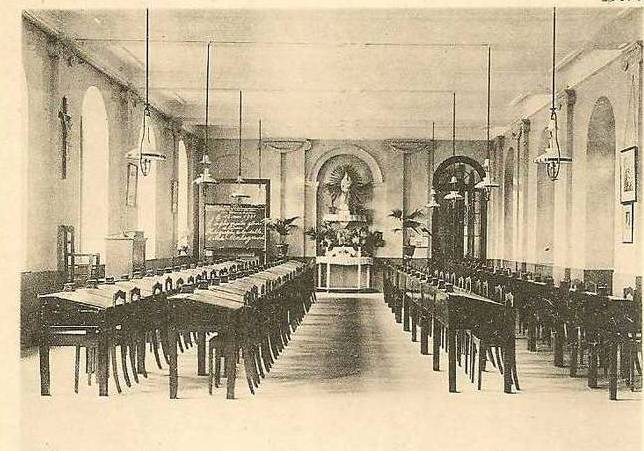
Studiezaal (Wetstraat).
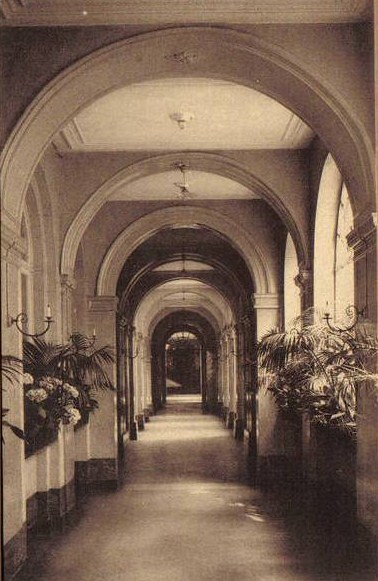
Pensionaatsgang aan de Wetstraat omstreeks 1900.
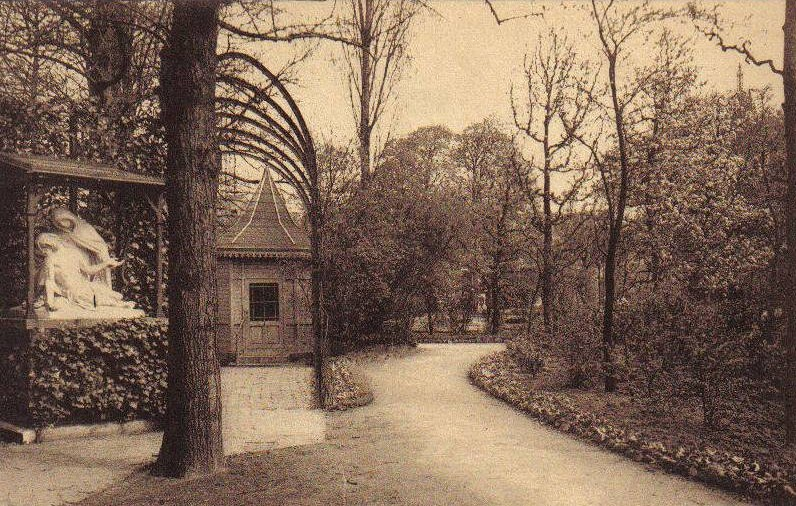
Piëtabeeld in de tuin omstreeks 1905
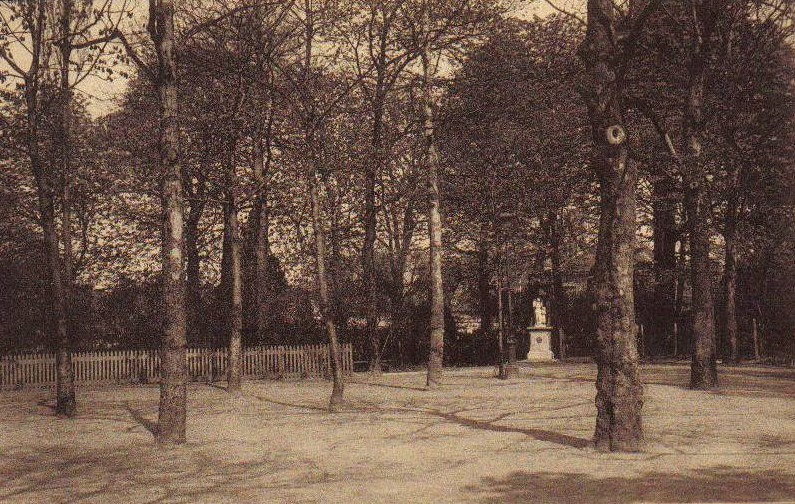
Speelterrein omstreeks 1900.
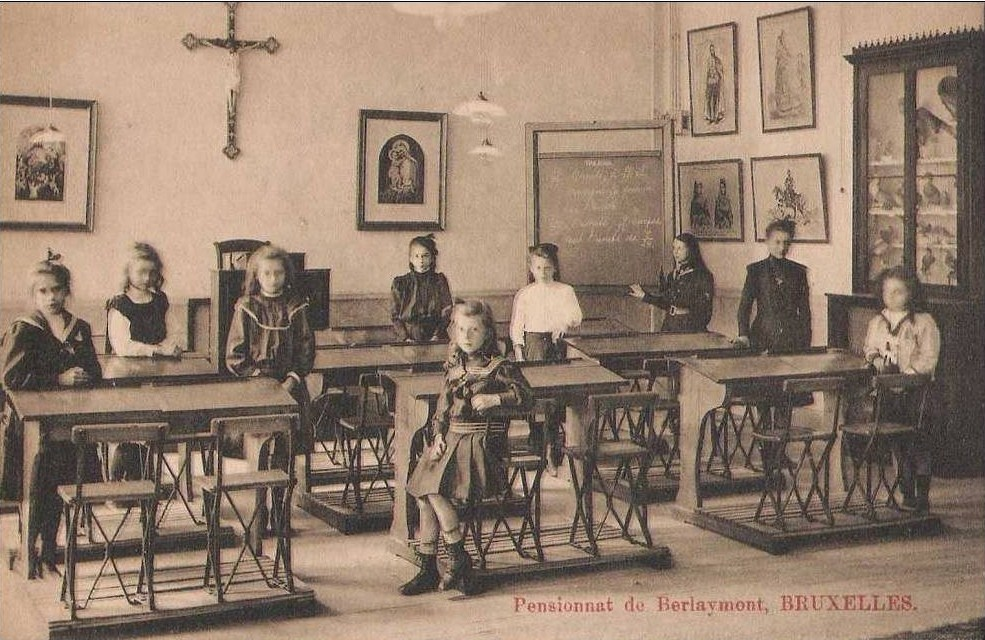
Klaslokaal omstreeks 1905.
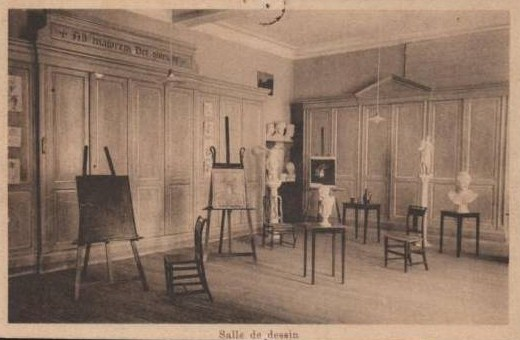
Tekenlokaal omstreeks 1903
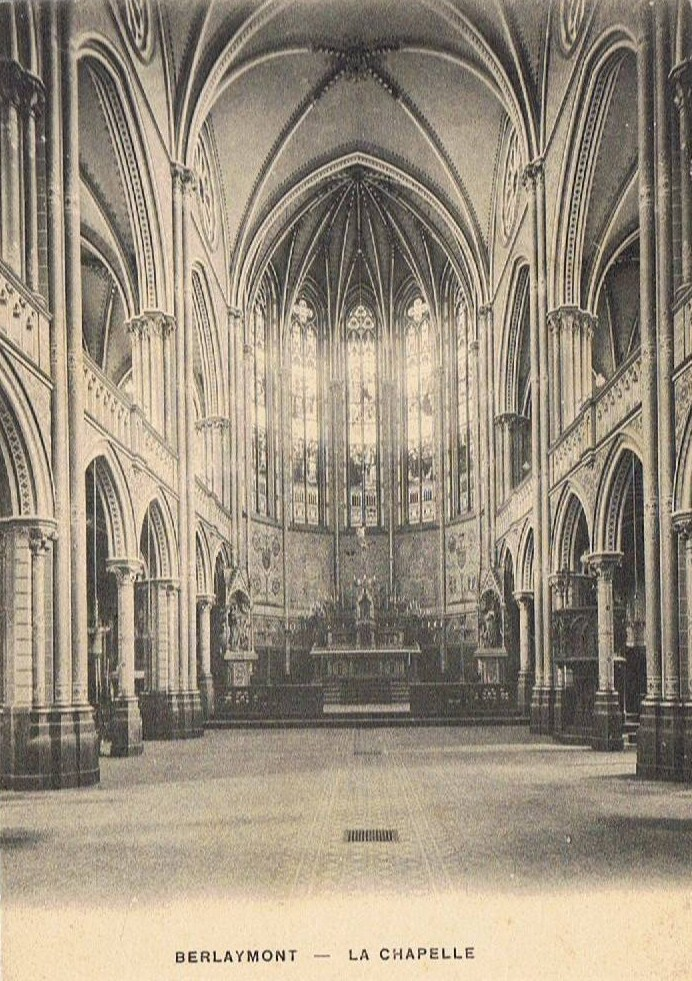
De kapel omstreeks 1900
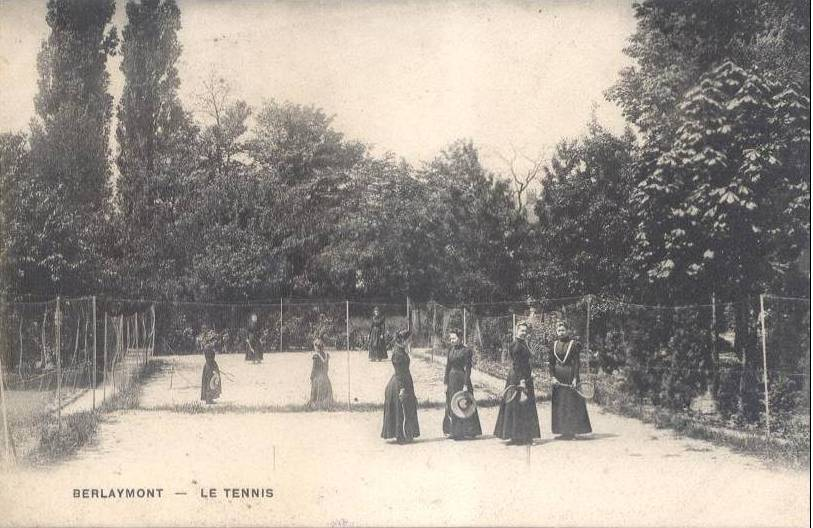
Leerlingen spelen tennis

### Verhuizing naar Argenteuil in Waterloo
Met de groei van Brussel ontwikkelde de Wetstraat zich van een landelijk gebied in een van de nieuwe stedelijke gebieden van de stad en werd vooral interessant als bouwgrond voor kantoorgebouwen. Op 8 december 1958 deed de Belgische regering een bod op het onroerende goed om hier het administratieve centrum van de Europese Commissie te bouwen, een kantoorgebouw dat het Berlaymontgebouw zou worden genoemd. Naast de koopsom diende er (opnieuw) een vervangend terrein, wederom aan de rand van de stad, beschikbaar te worden gesteld. Deze keer in Argenteuil, een kasteeldomein in het 15 kilometer ten zuiden van Brussel gelegen Waterloo. Op 25 mei 1960 is de koopovereenkomst ondertekend.
Anno 2023 bestaat de kostschool nog steeds, zij het niet langer de gemeenschap van augustinessen. Ze is verbonden aan een lagere school en een lyceum.

## Publicatie
- Prières journalières des Demoiselles Pensionnaires du Monastère de Berlaymont, à Bruxelles. Brussel, M. Lemaire, Imprimeur-Libraire, 1793